# Campanula antilibanotica
Campanula antilibanotica är en klockväxtart som först beskrevs av Peter Hadland Davis, och fick sitt nu gällande namn av Werner Rodolfo Greuter och Hervé Maurice Burdet. Campanula antilibanotica ingår i släktet blåklockor, och familjen klockväxter. Inga underarter finns listade i Catalogue of Life.